# Charita Česká republika
Charita Česká republika (do roku 2006 Sdružení Česká katolická charita) je nezisková humanitární organizace zřizovaná katolickou církví (konkrétně Českou biskupskou konferencí) na území České republiky. Jde o největšího nestátního poskytovatele zdravotnických a sociálních služeb v ČR. Hlavní náplní její činnosti je zpoplatněná pomoc potřebným v ČR, mimo to ale také organizuje humanitární pomoc a dobročinné (charitativní) programy pro zahraničí (např. sbírky v případě živelních katastrof nebo adopce na dálku). Od roku 1995 je členem mezinárodních organizací Caritas Internationalis a Caritas Europa.

## Organizace
Vnitřně se Charita Česká republika člení na 10 subjektů s vlastní právní subjektivitou: 6 diecézních charit, 2 arcidiecézní charity, Řeckokatolická charita a Česká katolická charita – Domovy duchovních a řeholnic. Diecézní charity se pak vnitřně člení na oblastní, městské nebo farní organizace s rozličnými variantami samostatnosti a organizovanosti.
- Diecézní charita Brno
- Diecézní charita České Budějovice
- Diecézní katolická charita Hradec Králové
- Diecézní charita Litoměřice
- Arcidiecézní charita Olomouc
- Diecézní charita ostravsko-opavská
- Diecézní charita Plzeň
- Arcidiecézní charita Praha
- Řeckokatolická charita
- Česká katolická charita - Domovy duchovních a řeholnic

## Historie
Činnost Charity Česká republika navazuje na sociální péči katolické církve, která na území českého státu působí již od středověku. Prvopočátek samotné Katolické charity spadá do období konce první světové války a rozpadu Rakouska-Uherska, kdy začaly na několika místech vznikat charitativní organizace. Například již v červnu 1918 byl z popudu pražského arcibiskupa Pavla Huyna založen Svaz katolické charity v Království českém, později přejmenovaný na Svaz katolické charity v Čechách. Po vzniku Československa vyrůstají jednotlivé místní pobočky a jednotlivé ústavy (sirotčince, chudobince, starobince, útulky pro tělesně postižené, polévkové spolky atd.), vedené většinou řeholními organizacemi, se sdružují do jednotné zastřešující organizace. Na počátcích Charity na Moravě se významně podílel kaplan ze Svatého Kopečku Ludvík Antonín Bláha, olomoucký arcibiskup Antonín Cyril Stojan a Jan Stavěl. Jednotlivé organizace a spolky pracující na úrovni diecézí vznikly na Moravě v roce 1922.
Rozrůstající se síť charitních zařízení pojala také množství dobročinných organizací založených již ve druhé polovině 19. století. V roce 1928 vznikla celostátní charitní centrála, tzv. Říšské ústředí svazů charity milosrdné lásky v ČSR se sídlem v Praze, která zastřešovala stávající Zemské svazy charity v Čechách, na Moravě a ve Slezsku a Ústrednú karitu na Slovensku. V období první republiky zaznamenala Charita velký rozvoj. Využila své nabyté zkušenosti, a poté se významně uplatnila v hektickém období po konci druhé světové války. Na jaře roku 1945 zareagovala mnohem rychleji než úřady na nutnost okamžité pomoci navrátilcům z koncentračních táborů a dalším lidem postiženým válkou. Zřizovala vývařovny, pomáhala při hledání dokumentů a pečovala o nemohoucí. Okresní a obvodní charitní ošetřovatelské stanice se svými diplomovanými a dobrovolnými sestrami se tehdy staly vyhledávaným útočištěm nemocných a trpících. V roce 1948 komunisté cíleně vytlačili Katolickou charitu z jejího sociálního a zdravotnického působení. Diecézní a arcidiecézní charity byly na základě nových zákonů nahrazeny jedinou organizací Česká katolická charita, která byla podřízena státnímu dozoru a přišla o téměř všechna zdravotní a sociální zařízení. Její činnost byla omezena na skromnou produkci náboženského tisku a náboženské literatury (leckdy i nevalné úrovně), prodej devocionálií (svatých obrázků, hostií, kostelního náčiní) a péči o přestárlé řeholníky, řeholnice a kněze. Vedení dosazované státem mělo mezi věřícími špatnou pověst a bylo úzce navázané na tzv. pokrokové kněží a Státní úřad pro věci církevní. Služba veřejnosti byla oficiálně zcela vyloučena.
K obnově činnosti České katolické charity došlo krátce po pádu totalitního režimu v listopadu 1989. Lídry mnoha místních Charit byli lidé z farností, často organizátoři pouti do Říma na svatořečení Anežky České nebo Výborů křesťanské pomoci, ustavených po zemětřesení v Arménii v prosinci 1988. V roce 1990 došlo k radikálním změnám ve vedení Charity a v roce 1991 začaly být znovu zřizovány diecézní Charity. Kromě dobrovolné pomoci nemocným, shromažďování obnošeného šatstva nebo okamžité pomoci vězňům propuštěným po velké prezidentské amnestii na počátku roku 1990 stála Charita v dalších letech u rozvolňování institucionální péče o lidi s chronickými onemocněními a postižením a byla také u jejich začleňování do společnosti.
V roce 1999 se organizace přejmenovala na Sdružení Česká katolická charita a od roku 2007 se jmenuje Charita Česká republika (anglicky Caritas Czech Republic).

## Celonárodní akce
- Tříkrálová sbírka
- Postní almužna
- Vojenský fond solidarity

## Humanitární a rozvojová pomoc

Země, kde (kromě ČR) působí Charita Česká republika (stav z roku 2008).
aktivní humanitární nebo rozvojové mise
dřívější humanitární nebo rozvojové mise

Charita Česká republika vyvíjí humanitární činnost v zahraniční od roku 1995. Od roku 2000 se Oddělení humanitární pomoci a rozvojové spolupráce začíná soustřeďovat také na rozvojovou činnost. Charita Česká republika působí v řadě zemí, například Haiti, Indonésie, Mongolsko, Moldavsko, Gruzie, Čečensko či v zemích Afrického rohu. Bezprostřední humanitární pomoc probíhá většinou ve spolupráci s místní pobočkou Caritas Internationalis.

## Prezidenti Charity Česká republika
- Ing. Miloslav Michael Fiala OPraem (1999–2006)
- Mons. Mgr. Josef Šich (2007–2009)
- Mons. Mgr. Pavel Posád (od roku 2009)

## Generální sekretáři a ředitelé Charity Česká republika
- Ing. Jaroslav Kopřiva (generální sekretář do roku 2003)
- Jindřich Suchánek (generální sekretář 2004–2005)
- Ing. Mgr. Oldřich Haičman (generální sekretář 2005–2006, ředitel od roku 2007)
- Mgr. et Mgr. Lukáš Curylo (ředitel od února 2013)
- Mgr. Jakub Líčka (generální sekretář od roku 2014)